# 松田町停留場
松田町停留場（まつだちょうていりゅうじょう）は、大阪府大阪市西成区天下茶屋2丁目（恵美須町方面のりば）および天下茶屋東2丁目（浜寺駅前方面のりば）にある、阪堺電気軌道阪堺線の停留場。駅番号はHN55。
駅名は、一帯の旧地名「松田町」に由来する。

## 歴史
- 1911年（明治44年）12月1日：（旧）阪堺電気軌道恵美須町 - 市ノ町（現・大小路）間開通時に開業。
- 1915年（大正4年）6月21日：会社合併により南海鉄道の停留場となる。
- 1944年（昭和19年）6月1日：会社合併により近畿日本鉄道の停留場となる。
- 1947年（昭和22年）6月1日：路線譲渡により南海電気鉄道の停留場となる。
- 1980年（昭和55年）12月1日：路線譲渡により阪堺電気軌道の停留場となる[1]。

## 停留場構造
新設軌道上の地上駅で、単式の乗り場が踏切を挟んで斜め向かい（千鳥式）に配置された2面2線の構成となっている。乗り場は上下線とも踏切の手前に配置されている。

## 停留場周辺
- 西宝寺
- 苔山龍王
- 大谷中学校・高等学校

### バス
大阪市営バス（赤バス）の 松田町駅西停留所があり西成東ループが停車していたが、2013年3月31日をもって廃止された。

## 隣の停留場
阪堺電気軌道
■阪堺線
今船停留場 (HN54) - 松田町停留場 (HN55) - 北天下茶屋停留場 (HN56)
- （）は駅番号を示す。